# Festival international du film de Toronto 1983
Le Festival international du film de Toronto 1983 est la 8e édition du festival. Il s'est déroulé du 9 septembre 1983 au 17 septembre 1983.

## Awards
| Award,                       | Film                | Réalisateur     |
| ---------------------------- | ------------------- | --------------- |
| People's Choice Award        | Les Copains d'abord | Lawrence Kasdan |
| International Critics' Award | Le Quatrième Homme  | Paul Verhoeven  |

## Programme

### Gala Presentation
- La Ballade de Narayama (Narayama bushiko) de Shōhei Imamura
- Les Copains d'abord (The Big Chill) de Lawrence Kasdan
- Le Quatrième Homme (De vierde man) de Paul Verhoeven
- Le Dernier Combat de Luc Besson
- Eréndira de Ruy Guerra
- Le Sud (El sur) de Víctor Erice
- L'État des choses (Der Stand der Dinge) de Wim Wenders
- My Brother's Wedding (en) de Charles Burnett
- Streamers de Robert Altman

### David Cronenberg retrospective
Les films suivants de David Cronenberg ont été diffusés :
- Stereo (1969)
- Crimes of the Future (1970)
- Frissons (Shivers, 1975)
- Rage (Rabid, 1977)
- Fast Company (1979)
- Chromosome 3 (The Brood, 1979)
- Scanners (1981)
- Vidéodrome (Videodrome, 1983)